# Nonnenhof (Meiningen)

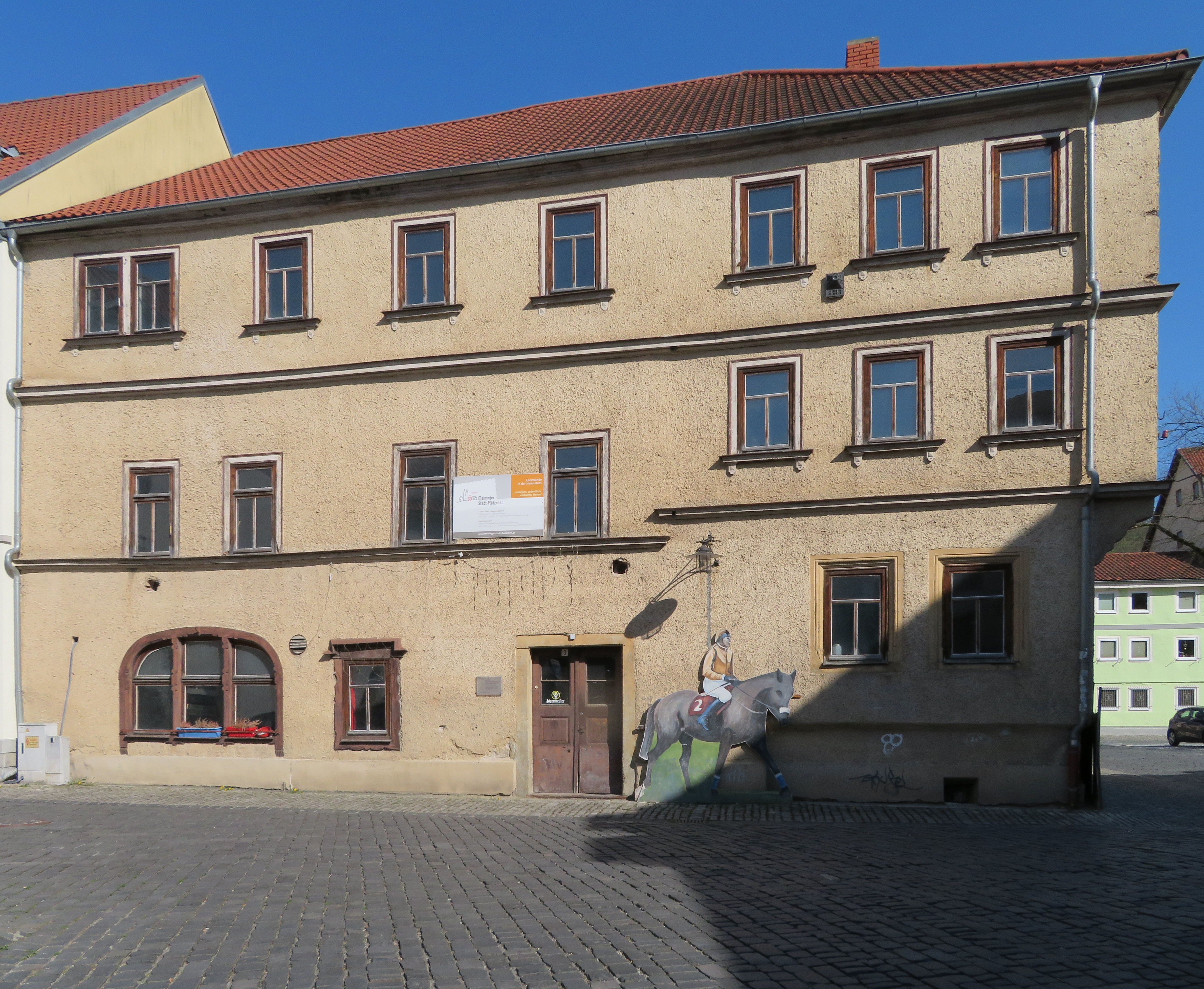
Der Nonnenhof in Meiningen vor der Sanierung

Der Nonnenhof ist ein Kulturdenkmal am Nonnenplan 3 in Meiningen in Westthüringen. Es zählt zu den ältesten Gebäuden der Stadt.

## Bau- und Nutzungsgeschichte
Der Nonnenhof hat seine baulichen Ursprünge im 13. Jahrhundert als Kemenate des Franziskanerklosters Meiningen.
Es wurde als Spital genutzt, zeitweise lebten hier Beginen.
1473/74 erfolgten Erweiterungen und das Ensemble erhielt seine heutige Form. Der Ausbau erfolgte nach modernsten Standards der damaligen Zeit. Im Obergeschoss wurden zwei Bohlenstuben eingerichtet, von denen eine erhalten ist. Im Innenhof befanden sich Galerien und ein Treppenturm, was beides nicht mehr erhalten ist. Über die Galerien waren die Aborte erreichbar, um die Innenräume von entsprechenden Gerüchen und Ungeziefer freizuhalten.
Nach der Reformation wurde das Gebäude ab 1548 bis 1834 als Superintendentur der Meininger evangelischen Kirche genutzt. Im 19. Jahrhundert wurde das spätgotische Dach des Gebäudes umgebaut und erhielt seine heutige Form.
Seit 1911 als Gasthaus genutzt, war der Nonnenhof in der DDR-Zeit als „Pony-Bar“ ein überregional bekanntes Restaurant, in dem Pferdefleisch angeboten wurde. Das Lokal schloss mit der politischen Wende, und der Nonnenhof stand ab Anfang der 1990er Jahre leer. 2011 konnte das Baudenkmal zum Tag des offenen Denkmals besichtigt werden.
2021 wurde einem Investor die Baugenehmigung für die Sanierung des Nonnenhofes erteilt. 2022 begann die denkmalgerechte Sanierung.